# Francesc Farreras
Francesc Farreras i Duran (Manresa, 1900 - Cuernavaca, 1985) fue un político, periodista e ingeniero español.

## Biografía
Estudió ingeniería agrónoma, pero se inició en el periodismo local en Pla de Bages y El Día y el semanario Política de Manresa, de los que será más tarde director. Asimismo, fundó la Juventud Nacionalista de Manresa y el Centro Republicano.
En 1931 fue elegido diputado por Manresa de la Diputación Provisional de la Generalidad de Cataluña y más tarde del Parlamento de Cataluña por Esquerra Republicana de Catalunya. Fue nombrado primer secretario y luego director general de la Consejería de Agricultura de la Generalidad de 1931 a 1933. También fue secretario de Bosques, Caza y Pesca Fluvial y presidente de la comisión de presupuestos del Parlamento.
Al estallar la guerra civil española, actuó en el frente de Aragón y, durante el conflicto, fue delegado del gobierno catalán en la Caja de Ahorros de la Generalidad de Cataluña, entidad que ejercía las funciones de banco central de la Generalidad.
En 1942 se estableció en México, donde trabajó en el sector farmacéutico y fue presidente de la sección de metales de la Cámara Nacional de la Industria de Transformación. También fue miembro activo del Orfeón Catalán de México, donde reorganizó la biblioteca, presidente de la coral y vicepresidente del Instituto Catalán de Cultura. Fundó las Monografies Bages de historia, y en 1954 fue nombrado presidente del Parlamento de Cataluña en el exilio. La elección tuvo lugar en la Embajada de España en México, habilitada como territorio catalán para sendos decretos del Gobierno de la República y de la Generalidad.
Con motivo de las elecciones al Parlamento de Cataluña de 1980, las primeras desde la muerte del general Franco, dejó de ejercer el cargo de Presidente mediante una carta de renuncia. De esta manera, se enlazó la recuperación de las libertades democráticas de autogobierno con la legalidad republicana. También colaboró en las publicaciones del exilio La Nostra Revista, Pont Blau, La Humanitat y Xaloc. En 1982 recibió la Cruz de San Jorge.